# Uranotaenia alba
Uranotaenia alba är en tvåvingeart som beskrevs av Theobald 1901. Uranotaenia alba ingår i släktet Uranotaenia och familjen stickmyggor. Inga underarter finns listade i Catalogue of Life.